# Eich, Luzern
Eich är en ort och kommun i distriktet Sursee i kantonen Luzern, Schweiz. Kommunen har 1 669 invånare (2023).
Eich ligger vid sjön Sempachersee.